# Metamodelowanie
Metamodelowanie – analiza, konstrukcja i rozwój ram, reguł, ograniczeń, modeli i teorii, które są użyteczne przy procesie modelowania w pre-definiowanej grupie problemów. Metamodelowanie wraz z metamodelami występuje w wielu dziedzinach wiedzy, np. w metanauce, metafilozofii, metateorii czy też w teorii systemów. Termin ten występuje również w matematyce oraz często spotykany jest w informatyce.
W informatyce i dziedzinach jej pokrewnych metamodelowanie oznacza konstruowanie zbioru "koncepcji" (obiektów, terminów, itp.) w zakresie pewnej dziedziny. Uznając model za abstrakcję pewnego zjawiska ze świata rzeczywistego, to metamodel jest abstrakcją ukazującą właściwości owego modelu. Przykładem takiej zależności może być program komputerowy napisany w pewnym języku programowania oraz gramatyka owego języka programowania.
Metamodele w informatyce najczęściej stosowane są jako:
- schematy logiczne dla danych semantycznych, które muszą być wymieniane bądź przechowywane,
- język wspierający określoną metodę bądź proces,
- język służący do ogólnego wyrażania semantyki pewnych informacji.